# Biografer i Skellefteå

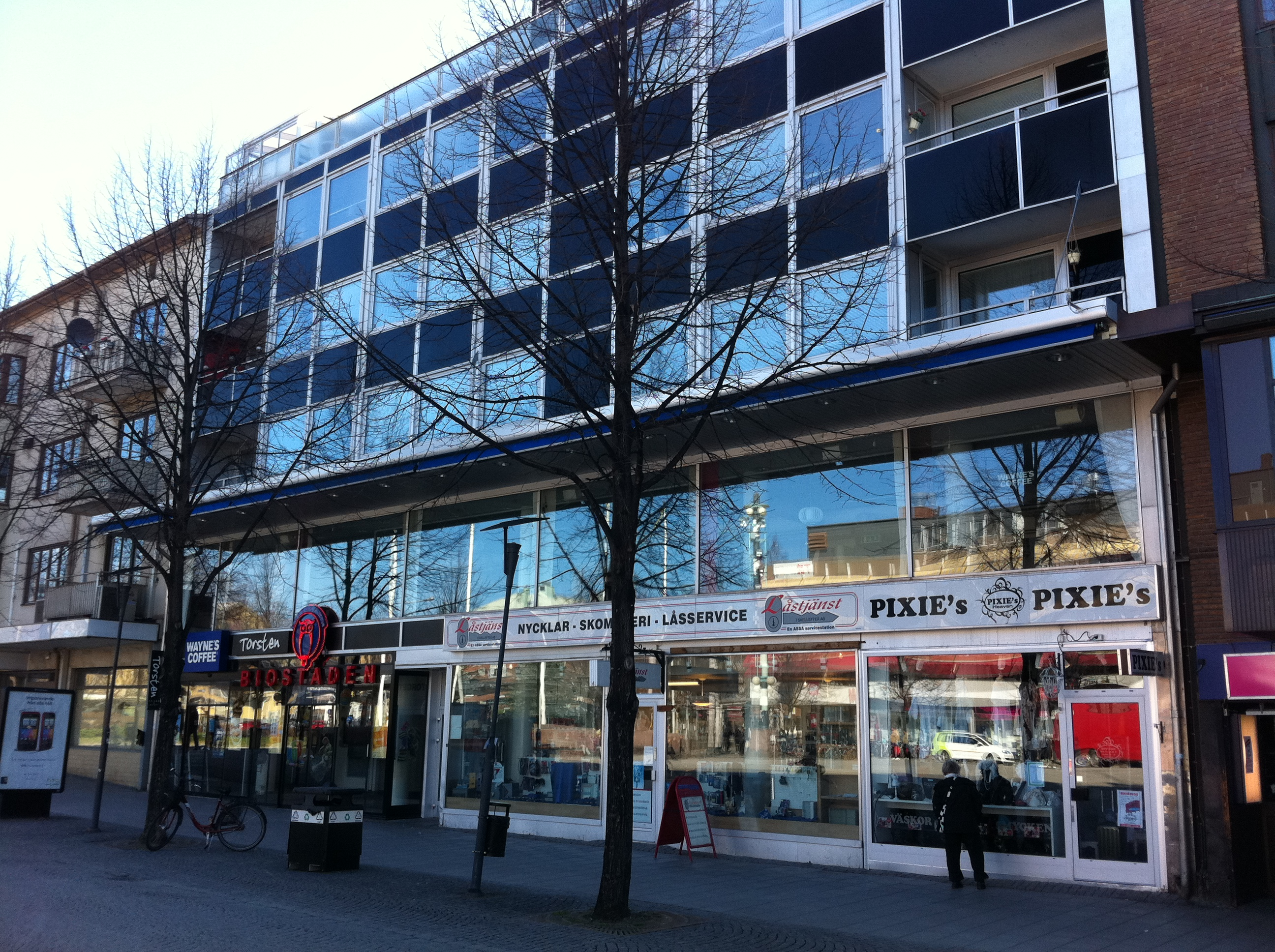
Ingången till Biostaden Aveny i Skellefteå, april 2011.

Det har funnits biografer i Skellefteå sedan biografdrottningen Josefina "Fina" Pahlberg (född Bäckström 1882) öppnade biografen Tip-Top på påskaftonen 1911 i Godtemplarnas ordenshus IOGT. 

## Historia

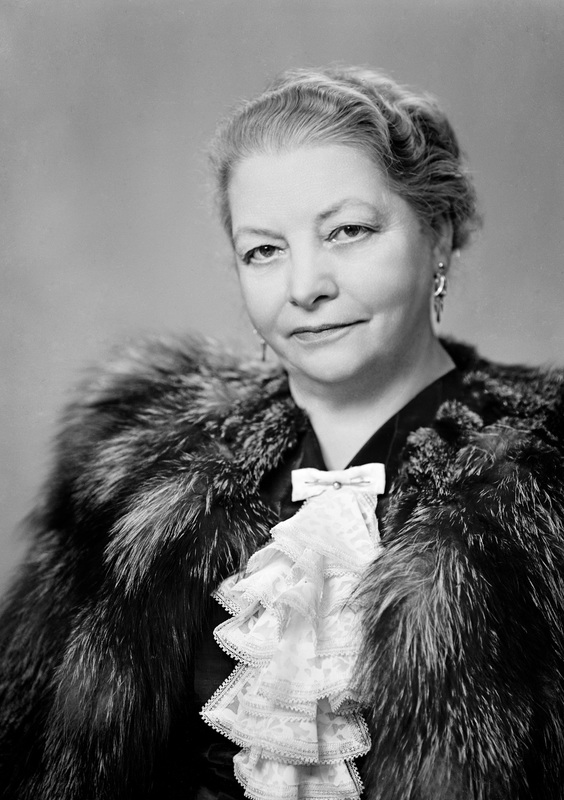
Josefina Pahlberg 1943

Pahlberg inspirerades av öppnandet av biografen Thalias i Umeå, där hon nyligen bosatt sig. Hennes första biograf, Tip-Top, rymde 150 personer. Men biografen låg undangömd och besökarna var få. Kort därefter öppnade hon även biografer i  Ursviken och Sävenäs. Det dröjde dock till efter kriget innan verksamheten tog fart. Tip-Top byggdes om med påkostad interiör och musikkapell. Biografen återinvigdes den 23 mars 1920 under namnet Röda kvarn. Då hade redan en konkurrent tillkommit, Rekord på Hörnellgatan 10, som öppnat 1915. Rekord stängdes dock 1920.
Pahlbergs mest kända biograf, Palladium på Storgatan, öppnades den 3 november 1927. Det var den mest påkostade biografen i staden med dekor av Åke Ahnlund och ridåer målade av Gustav Vernon. Den första filmen som visades var Gustav Molanders drama,  Förseglade läppar med Mona Mårtensson och Louis Lerch i huvudrollerna. Visionen var att Palladium skulle bli "storfilmens speciella teater". Fortfarande var det stumfilm som visades och ett orkesterdike byggdes. Tre år senare, 1930, fasades stumfilmen ut och 1934 byggdes orkesterdiket igen och lokalen fick ljudisoleras. Därefter fanns plats för 450 personer. 
År 1935 köpte Pahlberg Odéonbiografen som låg på Nygatan 38, och den fick namnet Röda kvarn. Den gamla Röda kvarn, som öppnade under namnet Tip-Top, lades då ner. Hösten samma år invigdes konkurrenten Grand, som blev stadens största biograf med 272 platser. Den 31 augusti 1939 invigde Pahlberg City-biografen på Nygatan 53, som var något större än Grand, och blev då stadens största biograf med plats för 550 personer. City-biografen hade elegant inredning i mahogny och grönt. I gångarna låg speciella wiltonmattor. Victor Flemings Den stora valsen blev premiärfilm.
År 1961 invigdes Pahlbergs biograf Aveny i Skellefteå, en biograf med anmärkningsvärt brant lutning. Lutningen gick över tre våningsplan så alla de 428 besökarna hade fri sikt. Filmduken var böjd för att ljuset skulle komma till sin bästa rätt och den tekniska utrustningen var den allra senaste. Biljettpriset var då mellan 3 och 3,25 kronor vid invigningen då premiärfilmen Låt oss älska, med Marilyn Monroe i huvudrollen, visades. 
I och med byggnationen av Malmiahuset försvann City-biografen 1966 och Palladium stängde 1983 för att ge plats åt servicehuset Höken. Palladium höll öppet för besökarna i 56 år och innan stängningen hölls en 17 dagar lång filmfestival. Aveny stängdes den 10 januari 1988 för att göra plats för en nattklubb. Sista filmen som visades där var Colin Nutleys Nionde kompaniet.
Pahlbergs konkurrent Grand, som hade öppnat 1935, blev kvar till 2005. Biografen sista visning var Star Wars: Episod III.
År 2005 öppnades Svenska Bios Biostaden Aveny i Skellefteå. År 2022 hade denna biograf 436 fåtöljer fördelade på sex salonger. I Boliden fanns 2022 en biograf i Folkets hus med plats för 249 besökare. Det fanns även biograf i Folkets hus i Skelleftehamn.